# Rosa viarum
Rosa viarum es una especie de planta del género Rosa, de la familia Rosaceae.

## Taxonomía
Rosa viarum fue descrita por A. K. Skvortsov en 2006.

## Distribución
Se encuentra en el territorio central de la parte europea de Rusia.